# Adrenarquia
L'adrenarquia és l'augment de producció d'hormones sexuals, sobretot d'andrògens i estrògens, per les glàndules suprarenals que ocorre al voltant dels 8 anys i forma part del procés normal del desenvolupament humà. Aquesta secreció hormonal augmenta progressivament amb el pas del temps i causa uns dos anys més tard l'aparició de l'olor axil·lar, el pèl a les cames, braços i genitals (pubarquia) i principalment l'augment d'activitat de les glàndules sebàcies de la cara que pot originar acne.
L'adrenarquia és un fenomen anterior a la gonadarquia que consisteix en l'augment de la producció d'hormones sexuals dels testicles als nens i de l'ovari en les nenes que ocorre de manera natural posteriorment.